# 国家彩票遗产基金
国家彩票遗产基金（National Lottery Heritage Fund），原名遗产彩票基金（Heritage Lottery Fund），是英国一个由国家彩票赞助的文化遗产保护基金会。基金会主席由英国首相任命。
其目标是保护英国的文化遗产。截至2019年，它已给43,000个项目资助了79亿英镑。

## 历史
该基金的前身是1946年成立的国家土地基金（National Land Fund）和1980年成立的国家遗产纪念基金（National Heritage Memorial Fund）。现在的机构于1994年成立 ，2019年1月更名为国家遗产彩票基金。

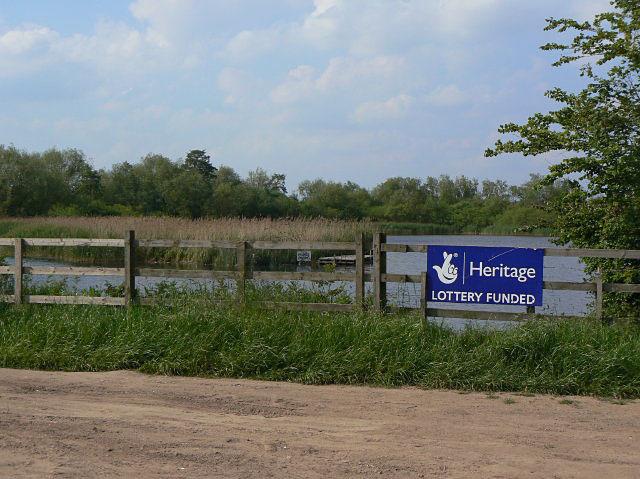
基金资助项目的标志